# Higgs-Mechanismus

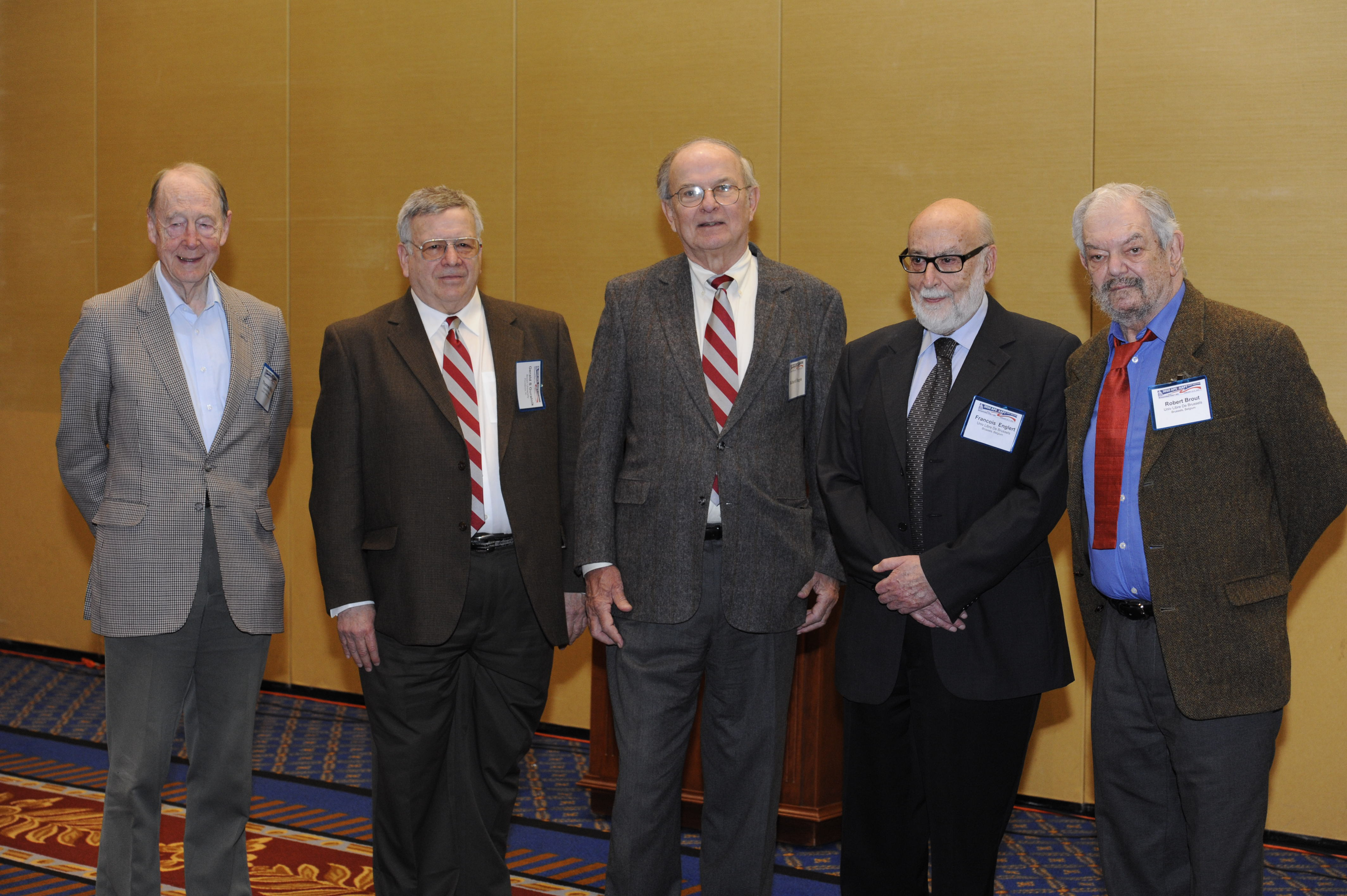
Fünf der sechs Preisträger des Sakurai-Preises der APS für 2010: Kibble, Guralnik, Hagen, Englert und Brout; Higgs war nicht anwesend.

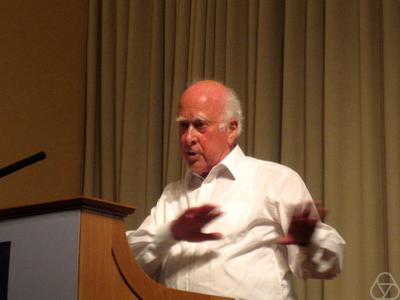
Der sechste: Peter Higgs 2009

Durch den Higgs-Mechanismus  wird beschrieben, wie die grundlegende Eigenschaft „Masse“  auf der Ebene der Elementarteilchen zustande kommt. Als zentraler Bestandteil des Standardmodells der Elementarteilchenphysik erklärt der Mechanismus, warum bestimmte Austauschteilchen (die „Eichbosonen“ der schwachen Wechselwirkung) nicht die Masse Null besitzen. Demnach gewinnen sie ihre Masse durch Wechselwirkung mit dem sogenannten Higgs-Feld, welches im ganzen Universum allgegenwärtig ist. Auch die Massen aller anderen (massebehafteten) Elementarteilchen wie Elektronen und Quarks werden hierbei als Folge der Wechselwirkung mit dem Higgs-Feld erklärt. Mit diesem Ansatz wurde es möglich, die schwache und die elektromagnetische Wechselwirkung als zwei verschieden starke Aspekte einer einzigen grundlegenden elektroschwachen Wechselwirkung zu deuten, was einen der wichtigsten Schritte zur Aufstellung des Standardmodells darstellt.
Während das Higgs-Feld nicht direkt messbar ist, muss bei seiner Existenz ein weiteres Elementarteilchen auftreten, das „Higgs-Boson“. Dieses war lange das einzige Teilchen des Standardmodells, das nicht endgültig nachgewiesen werden konnte; mittlerweile gilt die Existenz eines Higgs-artigen Bosons als gesichert.
Der Mechanismus wurde 1964 nicht nur von Peter Higgs, sondern unabhängig und fast gleichzeitig auch von zwei Forschergruppen gefunden: von François Englert und Robert Brout an der Université Libre de Bruxelles (sogar noch etwas eher eingereicht) sowie von T. W. B. Kibble, Carl R. Hagen und Gerald Guralnik am Imperial College. Der Mechanismus heißt daher auch Brout-Englert-Higgs-Mechanismus oder Englert-Brout-Higgs-Guralnik-Hagen-Kibble-Mechanismus. Peter Higgs war jedoch der Erste, der auch die Existenz eines neuen Teilchens vorhersagte, weshalb es nach ihm benannt worden ist. Am 8. Oktober 2013 wurde François Englert und Peter Higgs für die Entwicklung des Higgs-Mechanismus der Nobelpreis für Physik zuerkannt, Robert Brout war zwei Jahre vorher gestorben.

## Geschichte

### Vorbilder in der Festkörpertheorie
Die Ausarbeitung der Theorie von Higgs 1964 basierte auf einem Vorschlag Philip Warren Andersons von 1962 aus der Festkörperphysik, also aus einem nicht-relativistischen Umfeld. Ein ähnlicher Mechanismus wurde bereits 1957 von Ernst Stückelberg entwickelt.
Ein derartiger Mechanismus für die mathematisch einfacheren abelschen Eichsymmetrien, wie bei der elektromagnetischen Wechselwirkung, wurde ursprünglich in der Festkörperphysik vorgeschlagen. Die 1950 veröffentlichte Ginsburg-Landau-Theorie beschreibt vollständig, wie durch den Meißner-Ochsenfeld-Effekt Magnetfelder aus supraleitenden Metallen herausgedrängt werden. Als phänomenologische Theorie mit weitreichenden nichttrivialen Konsequenzen ist sie für die Übersetzung in die Hochenergiephysik besonders geeignet.
Der genannte Effekt ist die endliche – und zwar sehr kleine – Eindringtiefe {\displaystyle \lambda } des Magnetfeldes in den Supraleiter. Dieses Phänomen kann so interpretiert werden, als hätte das Magnetfeld – mathematisch gesehen: ein Eichfeld – durch die Supraleitung statt der Masse Null eine endliche effektive Masse {\displaystyle M_{\lambda }} bekommen, entsprechend der Beziehung
{\displaystyle \lambda ={\frac {h}{M_{\lambda }c}}}
wobei h die Planck-Konstante und c die Lichtgeschwindigkeit bezeichnet. Bei Normalleitung ist dagegen {\displaystyle \lambda =\infty } bzw. {\displaystyle M_{\lambda }=0}.
Die Ginsburg-Landau-Theorie sagte im Unterschied zur mikroskopischen BCS-Theorie von 1957 die Existenz von Cooper-Paaren noch nicht voraus. Analog wird der experimentelle Existenznachweis des Higgs-Mechanismus voraussichtlich noch keine mikroskopische Erklärung für die Natur des Higgs-Bosons ergeben.

### Entwicklung zum Standardmodell
Der Higgs-Mechanismus wurde ursprünglich nur für abelsche Eichtheorien formuliert. Nachdem er 1967 von T. W. B. Kibble auf nichtabelsche Eichtheorien (Yang-Mills-Theorien) übertragen worden war, konnte der Mechanismus auf die schwache Wechselwirkung angewendet werden. Das führte zur Vorhersage der – experimentell 1983 bestätigten – großen Masse der für die schwache Wechselwirkung verantwortlichen Z0, W+ und W−.
1968 wandte Abdus Salam den Higgs-Mechanismus auf die elektroschwache Theorie von Sheldon Lee Glashow und Steven Weinberg an und schuf damit das Standardmodell der Teilchenphysik, wofür alle drei 1979 den Nobelpreis für Physik erhielten.
Bei der Vorhersage des Higgs-Bosons spielt auch das Phänomen der spontanen Symmetriebrechung des Higgs-Feldes eine Rolle. Außer den bereits erwähnten Physikern haben dazu auch Yōichirō Nambu im Jahr 1960 (Nobelpreis 2008) und Jeffrey Goldstone im Jahr 1961 wichtige Beiträge geleistet.

## Beschreibung in der Feldtheorie
Nach der Elementarteilchenphysik werden alle Kräfte durch den Austausch sogenannter Eichbosonen beschrieben. Dazu zählen z. B. die Photonen der Quantenelektrodynamik und die Gluonen der Quantenchromodynamik. Das Photon und die Gluonen sind masselos. Die Austauschteilchen der Schwachen Wechselwirkung, die W- und die Z-Bosonen, haben dagegen im Vergleich zu Elektronen, Protonen und Neutronen große Massen von etwa 80 GeV/c² bzw. 91 GeV/c². Diese sorgen unter anderem dafür, dass Teilchen, die gemäß der schwachen Wechselwirkung zerfallen, vergleichsweise lange Lebensdauern haben, sodass Radioaktivität ein zwar weitverbreitetes, aber relativ „schwaches Phänomen“ ist. Daher muss man in die Bewegungsgleichungen für die genannten Teilchen Massenterme einfügen. Da die Eichfelder, mit denen die Eichbosonen beschrieben werden, sich dann aber bei den so genannten Eichtransformationen ändern würden (es handelt sich dabei um lokale Symmetrien), geht das nicht. Denn die Eigenschaften der Grundkräfte beruhen gerade darauf, dass die Bewegungsgleichungen sich bei Eichtransformationen nicht ändern; das bezeichnet man als „Eichinvarianz“ der Bewegungsgleichung.
Das Standardmodell der Elementarteilchen enthält u. a. die Elektroschwache Wechselwirkung. In dieser Theorie treten vier Eichbosonen auf, das Photon, das Z-Boson und die beiden W-Bosonen. Von diesen vier Eichbosonen bekommen die drei letztgenannten durch den von Null verschiedenen Vakuumerwartungswert des Higgs-Feldes ihre Masse von 91 bzw. 80 GeV/c2 und einen longitudinalen Anteil. Dagegen bleibt das Photon, das nicht an das Higgs-Feld koppelt, masselos und rein transversal.
Insgesamt enthält das Higgs-Feld, das die Massen erzeugt, eine scheinbar „überzählige“ Variable, die dem Higgs-Boson entspricht. Der Masse des Higgs-Bosons entspricht in der Theorie der Supraleitung die Energielücke zwischen Grundzustand und den angeregten Zuständen des supraleitenden „Kondensats“.

## Higgs-Potential und spontane Symmetriebrechung

### Definition des Higgs-Potentials

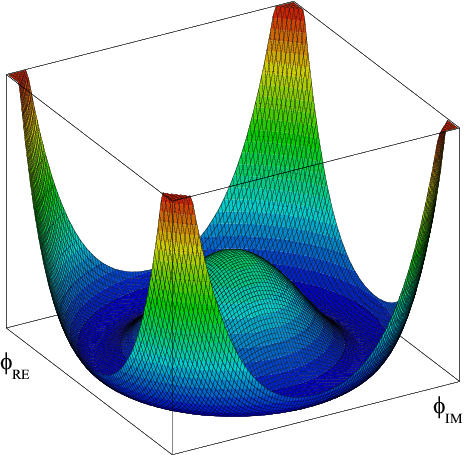
Higgs-Potential. Für feste Werte von und ist diese Größe über dem Real- und Imaginärteil von nach oben aufgetragen. Man beachte das Sektflaschen-Profil am Boden des Potentials.

Die Lagrange-Dichte des Higgs-Feldes {\displaystyle \phi } lautet unter Abwesenheit anderer Felder (Teilchen) in natürlichen Einheiten:
{\displaystyle {\mathcal {L'}}_{\text{Higgs}}(\phi )=(\partial _{\sigma }\phi )^{\dagger }(\partial ^{\sigma }\phi )+\mu ^{2}\phi ^{\dagger }\phi -\lambda (\phi ^{\dagger }\phi )^{2}}.
Dabei sind {\displaystyle \mu ^{2}} und {\displaystyle \lambda } positive, reelle Parameter. Der Parameter {\displaystyle \mu \approx 88{,}45\,{\text{GeV}}/c^{2}} besitzt die physikalische Dimension einer Masse, der Parameter {\displaystyle \lambda \approx 0{,}12907} ist dimensionslos. Das Symbol {\displaystyle \partial } steht für die partielle Ableitung. In diesem Ausdruck wird die Einsteinsche Summenkonvention verwendet, sodass über mehrfach auftretende Indizes summiert wird: Die Summe über den griechischen Buchstaben {\displaystyle \sigma } läuft über die Raumzeit-Indizes von 0 bis 3.
Im Allgemeinen heißt ein Term, der zweifach den Ableitungsoperator und das Feld enthält, kinetischer Term, ein Term, der das Feld zur zweiten Ordnung enthält, Masseterm und alle anderen Terme werden Wechselwirkungsterme genannt.
Die ersten beiden Terme dieser Gleichung sind beinahe identisch zur freien Klein-Gordon-Gleichung, doch ist im Vergleich das Vorzeichen vor {\displaystyle \mu ^{2}\phi ^{\dagger }\phi } „falsch“. Die Idee des Higgs-Mechanismus ist also, dem {\displaystyle \phi }-Feld im Gegensatz zu einem normalen Skalarboson eine imaginäre Masse zu verleihen, sodass das Quadrat der Masse negativ wird.
Der Term {\displaystyle \lambda (\phi ^{\dagger }\phi )^{2}} beschreibt eine Wechselwirkung zwischen zwei {\displaystyle \phi }- und zwei {\displaystyle \phi ^{\dagger }}-Feldern mit der Kopplungskonstanten {\displaystyle \lambda }.
Analog zur klassischen Mechanik wird das Higgs-Potential {\displaystyle {\mathcal {V}}} als das Negative aller Terme, die keine Ableitungsoperatoren enthalten, definiert, also
{\displaystyle {\mathcal {V}}=-\mu ^{2}\phi ^{\dagger }\phi +\lambda (\phi ^{\dagger }\phi )^{2}}.
Wäre {\displaystyle \phi } eine reelle Zahl und kein komplexes Feld, und {\displaystyle -\mu ^{2}\geq 0} (also die Masse reell), dann wäre der Graph dieser Funktion eine nach oben geöffnete Parabel vierten Grades mit Minimum am Ursprung. Durch die imaginäre Masse jedoch hat der Graph anschaulich gesprochen die Form eines „W“ mit einem Maximum am Ursprung. Ist {\displaystyle \phi } eine komplexe Zahl, ist der Graph die Rotationsfigur dieses „W“, was in nebenstehender Grafik dargestellt ist. In Anlehnung an den Boden einer Sektflasche oder eines Sombreros spricht man daher auch vom Sektflaschen- oder Sombrero-Potential.
Da in der Realität (dem nichtabelschen Fall) {\displaystyle \phi } nicht nur komplex ist, sondern darüber hinaus (ähnlich einem Vektor) mehrere Komponenten besitzt, ist eine simple Visualisierung und Vorstellung in der Wirklichkeit nicht mehr möglich.

### Spontane Symmetriebrechung
In der Natur strebt jedes mikroskopische System der kleinstmöglichen Energie zu. Im Fall des Higgs-Feldes bedeutet dies, dass es, analog einer Murmel in einer Kugelbahn, aus dem lokalen Maximum des Potentials am Ursprung in einen Zustand auf dem „Boden“ der „Sektflasche“  übergeht. Dieser Zustand niedrigster Energie wird der Grundzustand genannt. Im Fall des Higgs-Potentials ist dieser Grundzustand entartet, da alle Konfigurationen auf einem Kreis um den Ursprung derselben Energie entsprechen. Die zufällige Auswahl genau eines dieser Zustände als Grundzustand spiegelt das Konzept der spontanen Symmetriebrechung wider, da, anschaulich gesprochen, die „Sektflasche“ von diesem Punkt aus gesehen nicht mehr in alle Richtungen gleich aussieht.
Es ist gleichgültig, ob man sich im abelschen oder nichtabelschen Fall befindet, da im Potential nur die Kombination {\displaystyle \phi ^{\dagger }\phi } auftritt, das Minimum befindet sich stets in einer Kugelschale mit Abstand
{\displaystyle \langle \phi \rangle ={\frac {v}{\sqrt {2}}}={\sqrt {\frac {\mu ^{2}}{2\lambda }}}}
vom Ursprung entfernt. Diesen Wert nennt man den Vakuumerwartungswert (die Wurzel {\displaystyle {\sqrt {2}}} im Nenner ist Konvention). Der Name folgt dem Faktum, dass erwartet wird, das {\displaystyle \phi }-Feld befände sich im Vakuumzustand an einem solchen Wert. Der Vakuumerwartungswert hat die Dimension einer Energie und kann im Standardmodell aus anderen bekannten Messgrößen berechnet werden (siehe unten). Man findet für {\displaystyle v} den Wert
{\displaystyle v\approx 246\ {\text{Ge}}\;\!\!{\text{V}}.}
Man kann das (abelsche) Higgs-Feld mit zwei reellen Parametern {\displaystyle h} und {\displaystyle \chi } sowie dem Vakuumerwartungswert auch wie folgt parametrisieren:
{\displaystyle \phi ={\frac {v+h}{\sqrt {2}}}\mathrm {e} ^{\mathrm {i} {\frac {\chi }{v}}}.}
Dies entspricht der Parametrisierung komplexer Zahlen in Polarform mit verschobenem Ursprung. Das Feld büßt dabei keine freien Parameter ein, da zwei reelle Felder {\displaystyle h} und {\displaystyle \chi } dieselbe Anzahl an Freiheitsgraden haben wie ein komplexes Feld {\displaystyle \phi }.
Ersetzt man nun das Higgs-Feld {\displaystyle \phi } in der ursprünglichen Lagrange-Dichte, so lautet diese
{\displaystyle {\mathcal {L}}'_{\text{Higgs}}(h,\chi )={\frac {1}{2}}\partial _{\sigma }h\partial ^{\sigma }h-\mu ^{2}h^{2}+{\frac {1}{2}}\partial _{\sigma }\chi \partial ^{\sigma }\chi \;+\;{\text{W}}\;\!\!{\text{echselwirkung}}.}
Dabei ist, aus dem erneuten Vergleich mit der Klein-Gordon-Gleichung, das {\displaystyle h}-Feld ein Feld mit der Masse {\displaystyle m_{h}={\sqrt {2}}\mu } und das {\displaystyle \chi }-Feld masselos. Diese Situation entspricht dem Goldstone-Theorem, dass bei spontaner Symmetriebrechung stets masselose Teilchen auftreten; man nennt das {\displaystyle \chi }-Teilchen daher ein Goldstone-Boson. Das Feld {\displaystyle h} entspricht hingegen einem massiven skalaren Boson Higgs-Boson. Die unterschiedlichen Massen der beiden Felder rühren anschaulich aus der Richtung der Auslenkung des Feldes im Potential her: Das {\displaystyle \chi }-Feld beschreibt die polare Komponente, bei der die „Murmel“ ohne Energie aufzuwenden, auf dem Boden der „Sektflasche“ rollen kann, während das {\displaystyle h}-Feld die radiale Komponente beschreibt, bei der Energie aufgewendet werden muss, um die „Murmel“ die Flaschenwand hinauf zu transportieren.

### Higgs-Potential bei endlichen Temperaturen
Die bis hierher dargelegten Eigenschaften für das Higgs-Potential gelten streng genommen nur am absoluten Temperaturnullpunkt. Bei endlichen Temperaturen müssen Effekte aus der thermischen Feldtheorie mit in Betracht gezogen werden. Bereits 1972 zeigten Dawid Kirschniz und Andrei Linde, dass bei genügend hohen Temperaturen die spontane Symmetriebrechung aufgehoben wird und die Eichbosonen der schwachen Wechselwirkung masselos werden. Da zu Beginn des Universums eine extrem hohe Temperatur herrschte, muss seither ein Phasenübergang des Higgs-Feldes von der symmetrischen Phase in die gebrochene Phase stattgefunden haben. Die Temperatur, bei der dies geschah, lag in der Größenordnung von über 110 GeV/kB, also 1,3·1015 K, bereits wenige zig Pikosekunden nach dem Urknall kühlte das Universum unter diese Temperatur ab.

## Wirkung der spontanen Symmetriebrechung auf die Eichbosonen

### Konzeptionelles Beispiel: Abelsches Modell
Für die Erzeugung der Masse von Eichbosonen durch das Higgs-Feld müssen diese mit dem Higgs-Feld interagieren. Daher müssen in die Lagrangedichte zusätzliche Wechselwirkungsterme zwischen einem Eichboson-Feld {\displaystyle A} und dem Higgs-Feld {\displaystyle \phi } aufgenommen werden. Der von Null verschiedene Vakuumerwartungswert des Higgs-Feldes führt in diesen Kopplungstermen zusätzlich zur Kopplung der Eichbosonen an das physikalische Higgs-Boson {\displaystyle h} zu einem Masseterm für die Eichbosonen.
Die Kopplung zwischen den Eichbosonen und anderen Teilchen erfolgt durch die Ersetzung der partiellen Ableitung durch die kovariante Ableitung
{\displaystyle \partial ^{\sigma }\to D^{\sigma }=\partial ^{\sigma }-\mathrm {i} gA^{\sigma }} ,
wobei {\displaystyle g} die Kopplungskonstante und {\displaystyle A^{\sigma }} das vektorwertige Eichfeld ist. Mit der expliziten Ersetzung der kovarianten Ableitung lautet die Lagrangedichte also
{\displaystyle {\mathcal {L}}_{\text{Higgs}}(\phi ,A)=(\partial _{\sigma }\phi )^{\dagger }(\partial ^{\sigma }\phi )+\mu ^{2}\phi ^{\dagger }\phi +\mathrm {i} g\phi ^{\dagger }A_{\sigma }\partial ^{\sigma }\phi -\mathrm {i} g\partial _{\sigma }\phi ^{\dagger }A^{\sigma }\phi +g^{2}\phi ^{\dagger }A_{\sigma }A^{\sigma }\phi -\lambda (\phi ^{\dagger }\phi )^{2}} .
Reparametrisiert man in den Wechselwirkungs-Termen ebenfalls das {\displaystyle \phi }-Feld, so entstehen dort Terme der Form
{\displaystyle {\mathcal {L}}(A,h,\chi )=-gvA_{\sigma }\partial ^{\sigma }\chi +{\frac {g^{2}v^{2}}{2}}A_{\sigma }A^{\sigma }+\,\dots }
Der Term, der quadratisch in {\displaystyle A} ist, kann erneut als Masseterm aufgefasst werden, sodass das Eichfeld eine Masse
{\displaystyle m_{A}=gv} direkt proportional zum Vakuumerwartungswert besitzt. Sind die Masse des Eichbosons und die Kopplungskonstante durch Messungen bekannt, kann mithilfe dieser Beziehung der Vakuumerwartungswert berechnet werden.
Darüber hinaus kann der Wechselwirkungsterm {\displaystyle A_{\mu }\partial ^{\mu }\chi } als Umwandlung eines Eichboson in ein Goldstone-Boson interpretiert werden. Dieses merkwürdige Verhalten kann dadurch beseitigt werden, dass die Eichfelder mittels
{\displaystyle A_{\mu }\to A_{\mu }^{'}=A_{\mu }-{\frac {1}{gv}}\partial _{\mu }\chi }
neu geeicht werden. Korrespondierend muss das Higgs-Feld ebenfalls durch
{\displaystyle \phi \to \phi '=\phi e^{-\mathrm {i} {\frac {\chi }{v}}}={\frac {v+h}{\sqrt {2}}}}
geeicht werden. Dies führt dazu, dass das {\displaystyle \chi }-Feld nicht mehr auftritt; man spricht im Fachjargon davon, dass im Fall lokaler Eichtheorien das Eichboson das Goldstone-Boson „aufisst“.
Zählt man nun die Freiheitsgrade der Theorie, so begann man mit einem komplexen Skalarfeld (2 Freiheitsgrade) und einem masselosen Vektorfeld (2 Freiheitsgrade) und endet mit einem reellen Skalarfeld (1 Freiheitsgrad) und einem massiven Vektorfeld (3 Freiheitsgrade), sodass die Summe insgesamt erneut stimmig ist.

### Higgs-Mechanismus im Standardmodell
Die durch den Higgs-Mechanismus im Standardmodell gebrochene Symmetriegruppe ist {\displaystyle SU(2)_{L}\otimes U(1)_{Y}}, wobei {\displaystyle U(1)} die Kreisgruppe ist und {\displaystyle SU(2)} die komplexe Drehgruppe. Der Index {\displaystyle L} symbolisiert, dass diese Symmetriegruppe für Leptonen linkshändiger Chiralität gültig ist, die im Schwachen-Isospin-Dublett transformieren (die rechtshändigen Teilchen transformieren in einem Singulett), der Index {\displaystyle Y} die schwache Hyperladung.
Im Unterschied zum abelschen Fall lautet die kovariante Ableitung, die auf ein linkshändiges Teilchen-Dublett mit schwacher Hyperladung {\displaystyle Y} operiert, in diesem Fall:
{\displaystyle D^{\sigma }=\partial ^{\sigma }-\mathrm {i} gT^{a}W_{a}^{\sigma }-{\frac {\mathrm {i} g'}{2}}YI_{2}B_{0}^{\sigma }}.
Dabei wird erneut die Einsteinsche Summenkonvention über dem Gruppenindex {\displaystyle a} verwendet, der im Fall der {\displaystyle SU(2)} von 1 bis 3 läuft. Häufig wird allerdings das {\displaystyle W_{3}} auch als {\displaystyle W_{0}} bezeichnet, oder die Indizes als Superskript notiert. Die {\displaystyle T^{a}} sind die drei Generatoren der Gruppe; ihre Darstellung findet sich in den Pauli-Matrizen. Entsprechend sind die {\displaystyle W_{a}} drei zu dieser Symmetriegruppe zugehörige Eichbosonen und {\displaystyle g} die Kopplungskonstante. Der andere Term enthält das einzelne zur Kreisgruppe gehörige Eichboson {\displaystyle B_{0}} (nicht zu verwechseln mit dem ebenfalls bosonischen Meson {\displaystyle B^{0}}), aus Dimensionsgründen die zweidimensionale Einheitsmatrix {\displaystyle I_{2}} als Generator der Gruppe und eine andere Kopplungskonstante {\displaystyle g'}.
Die drei masselosen {\displaystyle W_{a}}-Bosonen und das {\displaystyle B_{0}}-Boson ergeben durch den Higgs-Mechanismus die zwei physikalischen massiven geladenen {\displaystyle W^{\pm }}-Bosonen, das ungeladene massive {\displaystyle Z^{0}}-Boson und das ungeladene masselose Photon.
Das Higgs-Feld muss entsprechend ebenfalls ein linkshändiges Dublett sein und zwei Komponenten besitzen. Um a posteriori sicherzustellen, dass ein masseloses Photon an die elektrische Ladung koppelt, muss seine schwache Hyperladung {\displaystyle Y_{\phi }=1} sein. Das Higgs-Dublett lässt sich entsprechend als
{\displaystyle \phi ={\begin{pmatrix}\phi ^{+}\\\phi ^{0}\end{pmatrix}}}
schreiben, wobei die Superskripte die elektrische Ladung bezeichnen, die aus der schwachen Hyperladung des Higgs und dem schwachen Isospin gemäß {\displaystyle Q=Y_{\phi }/2+T^{3}} folgt. Da aufgrund der elektrischen Neutralität des Universums nur der Vakuumerwartungswert eines elektrisch neutralen Feldes von Null verschieden sein kann, folgt, dass das Higgs-Feld als
{\displaystyle \phi ={\frac {1}{\sqrt {2}}}{\begin{pmatrix}0\\v+h\end{pmatrix}}}
geschrieben werden muss. Über eine geeignete lokale {\displaystyle SU(2)\otimes U(1)} Transformation kann jedes Higgs-Dublett in diese Form mit reellen {\displaystyle v} und {\displaystyle h} gebracht werden (unitäre Eichung).
Nach dem expliziten Einsetzen der Pauli-Matrizen und der Ersetzung des Higgs-Feldes {\displaystyle \phi } in Terme des Vakuumerwartungswerts und {\displaystyle h}, ergibt sich für die Massenterme
{\displaystyle {\mathcal {L}}={\frac {v^{2}}{8}}\left[g^{2}(W_{1}^{2}+W_{2}^{2})+(gW_{3}-g'B_{0})^{2}\right]+\dots }.
Um die korrekte elektrische Ladung der W-Bosonen zu gewährleisten, definiert man
{\displaystyle W^{\pm }={\frac {W_{1}\mp \mathrm {i} W_{2}}{\sqrt {2}}}}.
Da ferner die beobachtbaren Teilchen nur Masseneigenzustände sein können, muss der zweite Term in der eckigen Klammer als solcher umformuliert werden. Man findet diese Eigenzustände als
{\displaystyle A={\frac {g'W_{3}+gB_{0}}{\sqrt {g^{2}+g'^{2}}}}\qquad Z={\frac {gW_{3}-g'B_{0}}{\sqrt {g^{2}+g'^{2}}}}}.
Insgesamt lässt sich die Lagrangedichte also zu
{\displaystyle {\mathcal {L}}={\frac {v^{2}}{8}}\left[g^{2}(W^{+})^{2}+g^{2}(W^{-})^{2}+(g^{2}+g'^{2})Z^{2}+0A^{2}\right]+\dots }
zusammenfassen. Es ergeben sich also zwei gleich schwere geladene Bosonen mit einer Masse {\textstyle m_{W}={\frac {1}{2}}vg}, ein ungeladenes masseloses Boson (Photon) und ein ungeladenes Boson mit einer Masse {\textstyle m_{Z}={\frac {1}{2}}v{\sqrt {g^{2}+g'^{2}}}}. Der Higgs-Mechanismus erklärt demnach nicht nur, weswegen bestimmte Eichbosonen eine Masse besitzen, sondern liefert ebenfalls eine Erklärung, weswegen das Z-Boson schwerer ist als die W-Bosonen.

## Higgs-Mechanismus und Fermionen

### Eine Generation Fermionen
Der Masseterm für Dirac-Fermionen (Fermionen, die nicht ihre eigenen Antiteilchen sind) besitzt die Form {\displaystyle m{\bar {\psi }}\psi }. Dabei ist {\displaystyle \psi } ein fermionisches Feld und ein Überstrich bezeichnet die Dirac-Adjungierte {\displaystyle {\bar {\psi }}=\psi ^{\dagger }\gamma ^{0}} mit der nullten Dirac-Matrix. Ein solcher Term widerspricht prinzipiell nicht der Eichinvarianz für fermionische Felder. Im Standardmodell jedoch transformieren Felder mit linkshändiger Chiralität anders als solche mit rechtshändiger (die Symmetriegruppe ist explizit {\displaystyle SU(2)_{L}\otimes U(1)_{Y}}). Schreibt man die Lagrange-Dichte eines freien Fermions in Termen links- und rechtshändiger Felder, so ergibt sich mit
{\displaystyle {\mathcal {L}}_{\text{Fermion}}=\mathrm {i} {\bar {\psi }}_{L}\gamma ^{\sigma }D_{\sigma }\psi _{L}+\mathrm {i} {\bar {\psi }}_{R}\gamma ^{\sigma }D_{\sigma }\psi _{R}-m\left({\bar {\psi }}_{L}\psi _{R}+{\bar {\psi }}_{R}\psi _{L}\right)}
ein Term, in dem eine unabhängige Transformation links- und rechtshändiger Anteile die Eichinvarianz verletzen.
Um auch für Fermionen die Eichinvarianz zu gewähren, führt man deswegen statt des expliziten Masseterms eine Yukawa-Kopplung zwischen dem Fermionen-Feld und dem Higgs-Feld ein, sodass diesem ebenfalls durch den nichtverschwindenden Vakuumerwartungswert eine Masse generiert wird. Es ergibt sich aus dem Verhalten der verschiedenen Felder unter den Operationen der Symmetriegruppe, dass die Terme
{\displaystyle {\mathcal {L}}_{\text{Yukawa}}=-\Lambda ^{d}({\bar {\psi }}_{L}\phi \psi _{R}+{\bar {\psi }}_{R}\phi ^{\dagger }\psi _{L})-\Lambda ^{u}({\bar {\psi }}_{L}{\tilde {\phi }}^{c}\psi _{R}+{\bar {\psi }}_{R}({\tilde {\phi }}^{c})^{\dagger }\psi _{L})}
eichinvariant sind. Dabei sind {\displaystyle \Lambda ^{d}} und {\displaystyle \Lambda ^{u}} zwei Kopplungskonstanten und {\displaystyle {\tilde {\phi }}^{c}=-\mathrm {i} \sigma _{2}\phi ^{*}} mit der zweiten Pauli-Matrix {\displaystyle \sigma _{2}}. Anschaulicher dargestellt ist
{\displaystyle {\tilde {\phi }}^{c}={\frac {1}{\sqrt {2}}}{\begin{pmatrix}v+h\\0\end{pmatrix}}}
in unitärer Eichung, sodass die Einträge des Dubletts vertauscht sind.
Setzt man – für Quarks – nun das Dublett {\textstyle \psi _{L}={\begin{pmatrix}u_{L}\\d_{L}\end{pmatrix}}} ein sowie die Singuletts {\displaystyle \psi _{R}=u_{R}} beziehungsweise {\displaystyle \psi _{R}=d_{R}}, dann verschwindet stets einer der beiden Terme in der Yukawa-Lagrangedichte und man erhält
{\displaystyle {\mathcal {L}}_{\text{Yukawa}}=-{\frac {\Lambda ^{d}v}{\sqrt {2}}}({\bar {d}}_{R}d_{L}+{\bar {d}}_{L}d_{R})-{\frac {\Lambda ^{u}v}{\sqrt {2}}}({\bar {u}}_{R}u_{L}+{\bar {u}}_{L}u_{R})+{\text{Wechselwirkung}}}
mit den Massen {\displaystyle m_{d}={\frac {\Lambda ^{d}v}{\sqrt {2}}}} und {\displaystyle m_{u}={\frac {\Lambda ^{u}v}{\sqrt {2}}}}. 
Für Leptonen ist analog das linkshändige Dublett {\textstyle \psi _{L}={\begin{pmatrix}\nu _{L}\\e_{L}\end{pmatrix}}} und die entsprechenden rechtshändigen Singuletts einzusetzen. Es ist dabei anzumerken, dass im Standardmodell das rechtshändige Neutrino-Singulett {\displaystyle \nu _{R}} mit keinem anderen Teilchen, auch nicht mit sich selbst, interagieren kann (steriles Neutrino) und dessen Existenz daher fraglich ist.

### Mehrere Generationen
Im Standardmodell existieren drei Generationen Fermionen, die bezüglich Transformationen der {\displaystyle SU(2)_{L}\otimes U(1)_{Y}} die identischen Quantenzahlen aufweisen. Im Allgemeinen sind daher die Kopplungskonstanten zwischen dem Higgs-Boson und den Fermionen Matrizen, die die verschiedenen Generationen mischen; ein jeder dieser entstehenden Terme ist eichinvariant und daher in der Lagrangedichte gültig. Durch diese Matrizen entstehen, analog wie zwischen Photon und Z-Boson, gemischte Terme zweiter Ordnung. Daher sind auch die Masseneigenzustände der Fermionen nicht die Eigenzustände der elektroschwachen Wechselwirkung. Die Transformationsmatrix zwischen den verschiedenen Quark-Zuständen heißt CKM-Matrix, die zwischen Leptonen heißt MNS-Matrix.
Die Wechselwirkungszustände der starken Wechselwirkung, der zusätzlichen ungebrochenen {\displaystyle SU(3)}-Symmetrie des Standardmodells, sind die Masseneigenzustände und nicht die Eigenzustände der schwachen Wechselwirkung.

## Beziehung zur Astrophysik
Da das Higgs-Feld nicht an die masselosen Lichtquanten („Photonen“) ankoppelt und selbst „Masse“ erzeugt, liegt ein Zusammenhang mit der astrophysikalisch interessanten Dunklen Materie nahe, weil diese Materie nur durch ihre Schwerewirkung „sichtbar“ ist. In der Tat haben Marco Taoso und Mitarbeiter vom CERN Ende 2009 durchgerechnet, dass das Higgs-Feld indirekt als Folge der Zerstrahlung sehr schwerer Teilchen im Zusammenhang mit Elementarteilchen-Reaktionen unter Beteiligung der Dunklen Materie sichtbar werden könnte.

## Populärwissenschaftliche Interpretation („Alice, Bob und die Party“)
Als dem Alltag entnommene populärwissenschaftliche Veranschaulichung des Higgs-Mechanismus als Kollektiveffekt des Higgs-Feldes findet man häufig das Auftauchen eines Stars, meist „Alice“ genannt, auf einer Party: Bevor „Alice“ den Saal betritt, stehen die Partygäste gleichmäßig verteilt im Raum. Sobald sie jedoch eintritt, laufen zahlreiche Gäste auf sie zu, wollen Autogramme oder Small-Talk. Im Ergebnis kommt „Alice“ in dieser Menge von Partygästen also sehr viel langsamer voran als sie eigentlich könnte, die Wechselwirkungen der Partygäste mit dem Star haben also im Hinblick auf das Vorankommen den gleichen Effekt wie zusätzliche Körpermasse des Stars. Die Wirkung der Partygäste auf „Alice“ ist die gleiche, wie man sie auch durch einen einzigen, den weiblichen Star selbst faszinierenden männlichen Kollegen („Bob“) erhalten würde.
Die Partygäste erzeugen in dieser Veranschaulichung das Higgs-Potential, „Alice“ stellt das Eichteilchen dar, das Masse bekommt. Das Higgs-Feld selbst, mitsamt „Symmetriebrechung“, wird repräsentiert durch die Gäste, die enger zusammenrücken, um über „Alice“ zu tuscheln, und sich als Gruppe daher kaum im Raum fortbewegen. „Bob“, der die gleiche Wirkung wie die Gesamtheit der Partygäste auf „Alice“ hat, repräsentiert das Higgs-Boson. Auf „Bob“ selbst wirkt die Versammlung der Partygäste attraktiv; dass sich darin „Alice“ befindet, wird von ihm zwar vermerkt, ist aber im Grunde sekundär („sie kommt in der Lagrange-Dichte vor“). Er selbst fühlt sich gleichsam als „überzählig“ und ist entsprechend distanziert, schwer anzuregen und noch schwerer aufzufinden.
Eine andere Darstellungsweise des Higgs-Bosons vergleicht dieses mit einem Gerücht, welches ebenfalls die Partygäste lokal zusammenzieht. Verschiedene andere populärwissenschaftliche Interpretationen gibt der deutsche Physiker Harald Lesch in einem Online-Interview.